# Aminata Gueye (basket-ball, 2002)
Pour les articles homonymes, voir Aminata Gueye et Gueye.
Aminata Gueye est une joueuse française de basket-ball, née le 10 juillet 2002.

## Biographie
Passée par le pôle espoir basket Picardie.
Après avoir fait ses débuts en LFB avec Mondeville en 2019, elle suit son club formateur en Ligue 2. Durant l'été 2019, elle remporte la médaille de bronze au championnat d'Europe U18 (8,1 points et 6,7 rebonds) avec deux coéquipières de clubs, Ewl Guennoc et Vaciana Gomis. Elle y réussit une belle saison (11 points et 6,5 rebonds de moyenne), mais enchaîne avec une saison blanche en raison d'une blessure au ligament du genou. Au printemps 2022, elle active sa clause de départ alors qu'il lui restait un an de contrat avec Mondeville qui avait manqué l'accession en LFB pour rejoindre le promo, Toulouse.
Le club de Toulouse relégué  malgré ses 10,2 points de moyenne et 4,9 rebonds par match, elle signe pour le finaliste du championnat Villeneuve-d'Ascq.

## Clubs
- 2018-2022 :  USO Mondeville
- 2022-2023 :  Toulouse Métropole Basket
- 2023- :  Villeneuve-d'Ascq

## Palmarès

### En club
- Championne de France LFB 2024 avec Villeneuve-d'Ascq[5]

### Équipe nationale
- Médaille de bronze au championnat d'Europe U18 2019[3].